# Grandview, Manitoba
Grandview är en ort i Kanada.   Den ligger i provinsen Manitoba, i den sydöstra delen av landet, 1 900 km väster om huvudstaden Ottawa. Grandview ligger 436 meter över havet och antalet invånare är 649.
Terrängen runt Grandview är platt, och sluttar österut. Trakten runt Grandview är nära nog obefolkad, med mindre än två invånare per kvadratkilometer.. Det finns inga andra samhällen i närheten. 
Trakten runt Grandview består till största delen av jordbruksmark.